# Roland Therrien
Roland Therrien, né le 11 janvier 1923 à Saint-Philémon et mort le 30 juin 1970 à Longueuil,  est un administrateur et homme politique québécois.

## Biographie
Né le 11 janvier 1923 à Saint-Philémon, Roland Therrien est conseiller municipal pour le secteur De Gentilly à Jacques-Cartier du 10 juin 1964 au 4 juin 1966 puis maire de cette ville du 5 juin 1966 au 16 août 1969. Il organise la fusion de sa municipalité avec la ville voisine de Longueuil. La fusion réussie, il devient maire de Longueuil le 16 août 1969. Il n'occupe cette fonction que durant deux mois et demi, soit jusqu'au 1er novembre 1969. Il devient ensuite maire suppléant jusqu'à sa mort huit mois plus tard, le 30 juin 1970 à Longueuil à l'âge de 47 ans. Il est inhumé au cimetière de Longueuil,.

## Vie privée
Roland Therrien est marié à Yolande Paré et père de quatre enfants, Jean, Luce, Michèle et Gilles.

## Hommage
- Le boulevard Roland-Therrien est nommé en son honneur[6]. Sur ce boulevard, on y retrouve le palais de justice de Longueuil, l'école secondaire Jacques Rousseau et l'Union des producteurs agricoles (UPA)